# Козел Анатолій Кіндратович
Анатолій Кіндратович Козел (30 січня 1928, Маріуполь — 28 лютого 1992) — радянський передовик виробництва, токар Ждановського заводу важкого машинобудування. Герой Соціалістичної Праці (1966).

## Біографія
1941 року закінчив п'ять класів. Середню освіту здобув у 1969 році у віці 33 років, закінчивши вечірню середню школу. У 1945 році був призваний до Червоної Армії. Після армії працював у місті Шостка на заводі № 53. У 1946 році переїхав до Маріуполя. Із 1958 року працював токарем у механозбірному цеху № 1 Ждановського металургійного комбінату імені Ілліча, з 1961 року — в експериментальному та з 1963 року — термічному № 1 цехах цього ж заводу. У 1965—1976 — токар цеху № 35 Ждановського заводу важкого машинобудування (пізніше — Азовмаш).
У 1966 році удостоєний звання Героя Соціалістичної Праці «за видатні заслуги у виконанні завдань семирічного плану та досягнення високих техніко-економічних показників у роботі».
Обирався делегатом XXIV з'їзду КПРС.
У 1973 році закінчив заочне відділення Таганрозького педагогічного інституту.

## Нагороди
- Герой Соціалістичної Праці — указом Президії Верховної Ради СРСР від 9 липня 1966 року
- Орден Леніна